# Van de koele meren des doods
Van de koele meren des doods é um filme de drama neerlandês de 1982 dirigido e escrito por Nouchka van Brakel e Ton Vorstenbosch. Foi selecionado como representante dos Países Baixos à edição do Oscar 1983, organizada pela Academia de Artes e Ciências Cinematográficas.

## Elenco
- Renée Soutendijk - Hedwig Marga 'Hetty' de Fontayne[4]
- Derek de Lint - Ritsaart (Richard Delmonte)[5]
- Adriaan Olree - Gerard Johannes Hendrikus Wijbrands
- Erik van 't Wout - Johan
- Peter Faber - Joop
- Claire Wauthion - Paula
- Krijn ter Braak - pai
- Lettie Oosthoek - governador
- Kristine de Both - Leonora
- Huub Stapel - Herman[6]
- Siem Vroom - professor
- Rudolf Lucieer - general